# NiziU
NiziU (jap. ニジュー Nijū, kor. 니쥬 Nijyu) – japoński girlsband j-popowy, utworzony przez Sony Music Entertainment Japan i JYP Entertainment w ramach programu Nizi Project. Grupa zadebiutowała 2 grudnia 2020 roku singlem Step and a Step. Jest to pierwsza japońska grupa spod szyldu południowokoreańskiej wytwórni JYP.

## Nazwa
Nazwa NiziU (wymawiana Nijū) pochodzi od japońskiego słowa „Niji” (jap. 虹), które oznacza tęczę. Misją dziewczyn jest stworzenie grupy, która emituje piękne światło o różnych kolorach niczym tęcza. „U” (jak w słowach „need you” (potrzebuję cię)) oznacza członków i fanów, ponieważ nikt nie może odnieść sukcesu w pojedynkę; potrzebują siebie nawzajem oraz fanów.

## Biografia

### 2019–2020: Powstanie,Make You Happyi debiut grupy zeStep and a Step
29 stycznia 2019 roku JYP Entertainment ogłosiło plany stworzenia japońskiej grupy dziewcząt zgodnie z ich wizją „K-pop 3.0”, „Globalizacja przez lokalizację”. Przesłuchania do grupy odbyły się w ośmiu japońskich miastach, Sapporo, Sendai, Tokio, Nagoi, Osace, Hiroszimie, Fukuoce i na Okinawie oraz w dwóch miastach w Stanach Zjednoczonych, na Hawajach i w Los Angeles, dla kobiet w wieku od 15 do 22 lat. 

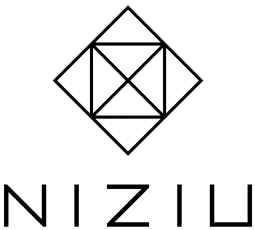
Oficjalne logo NiziU

NiziU zostało utworzone poprzez Nizi Project, z udziałem 20 zawodniczek i było emitowane co tydzień na japońskiej wersji Hulu od 31 stycznia do 26 czerwca 2020 roku oraz dystrybuowane międzynarodowo poprzez oficjalny kanał YouTube JYP Entertainment. Program został podzielony na dwa sezony: pierwszy sezon pokazujący przesłuchania potencjalnych członkiń w całej Japonii, zmniejszając skład do 14 z 26 dziewczyn wybranych przez J.Y. Parka oraz drugi sezon, w którym dziewczyny trenują przez sześć miesięcy w Korei Południowej. W ostatnim odcinku programu Nizi Project ujawniono debiutancki skład grupy. Ogłoszono także że grupa będzie nagrywać w ramach JYP Entertainment oraz współpracować z Sony Music Japan w zakresie sprzedaży albumów i zarządzania grupą podczas ich aktywności w Japonii.
Cyfrowy minialbum grupy, Make You Happy, został wydany przedpremierowo 30 czerwca w Japonii i Korei Południowej, przed wydaniem międzynarodowym, które swoją premierę miało 1 lipca 2020 roku. Płyta odniosła sukces komercyjny, zdobywając szczyty list Hot Album japońskiego Billboarda oraz albumów cyfrowych Oriconu. Tytułowy singel z minialbumu znalazł się na szczycie kilku głównych japońskich list przebojów, takich jak Line Music, AWA i Rakuten oraz zadebiutował na drugim miejscu listy Billboard Japan Hot 100. Make You Happy było również międzynarodowym sukcesem grupy, utwór zadebiutował na 84 miejscu listy Billboard Global Excl. U.S. chart i 19 września na 192 miejscu listy Billboard Global 200 chart. 14 października piosenka „Make You Happy” zanotowała łączną liczbę 100 milionów odtworzeń w ciągu 15 tygodni od pojawienia się na liście Japan Hot 100, zrównując się z piosenką „I Love…” zespołu Official Hige Dandism i „Kōsui” wokalisty Eito.
W sierpniu 2020 roku Mako, Miihi, Maya, Ayaka, Rio i Rima pojawiły się w teledysku do „God’s Menu” grupy Stray Kids. Miesiąc później wszystkie dziewczyny z wyjątkiem Miihi wzięły udział w kolejnym teledysku tym razem do piosenki „Back Door”. Miihi nie mogła wystąpić w nim z powodu szkolnych zajęć.
Od 23 października do 20 grudnia 2020 roku Miihi miała krótką przerwę z powodu problemów zdrowotnych i była nieobecna na większości debiutanckich promocji NiziU.
25 listopada 2020 roku NiziU wydało pełną wersję teledysku do ich debiutanckiego singla Step and a Step. Tydzień później 2 grudnia oficjalnie zadebiutowały w Japonii wraz z fizycznym wydaniem singla. Piosenka „Step and a Step” znalazła się na szczycie japońskiej cotygodniowej listy muzycznej Oriconu, a NiziU stała się drugą japońską grupą dziewcząt, która osiągnęła pierwsze miejsce na liście dzięki debiutanckiemu albumowi, po Hinatazaka46. Singel znalazł się również na szczycie Billboard Japan Hot 100, stając się pierwszym przebojem grupy, gdyż w pierwszym tygodniu sprzedał się w nakładzie 318 562 kopii. Grupa pojawiła się także po raz drugi na liście Billboard Global Excl. U.S., na której 5 grudnia zajęła 149 miejsce i na Billboard Global 200, na której 12 grudnia zajęły 75 miejsce.

Pomimo oficjalnego japońskiego debiutu dopiero 2 grudnia, NiziU wystąpiło na Kōhaku Uta Gassen, najwyżej ocenianym corocznym muzycznym show w Japonii. Stały się najszybszym artystą, który pojawił się w Kōhaku Uta Gassen, występując na nim zaledwie 29 dni po debiucie. 

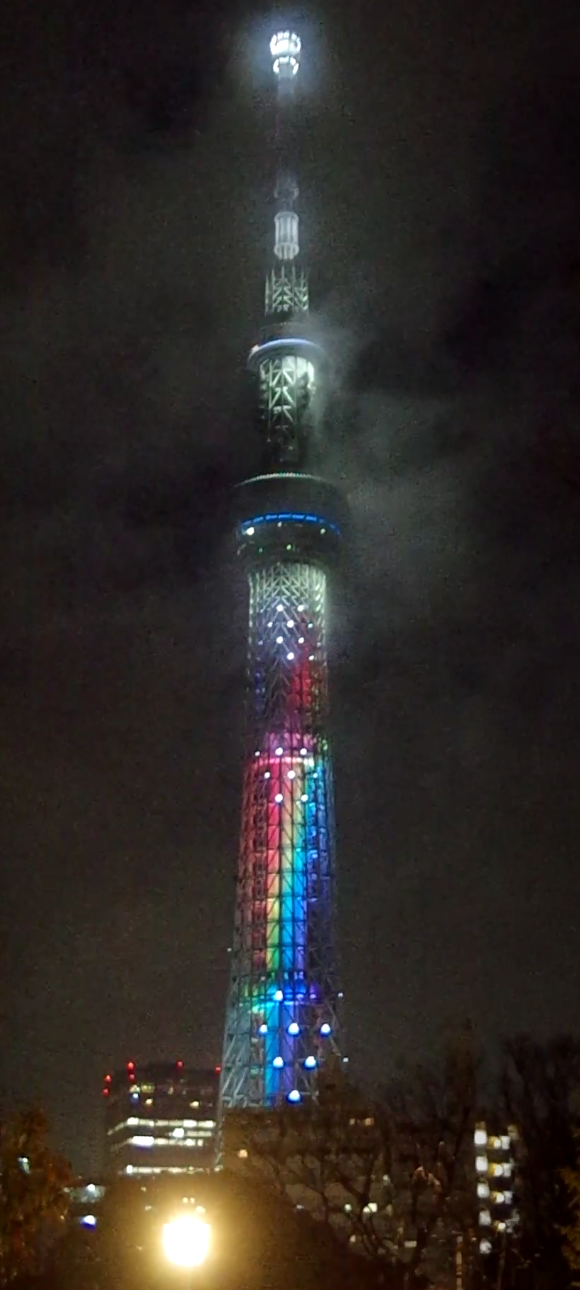
Dla upamiętnienia oficjalnego debiutu NiziU Tokyo Skytree zostało rozświetlone tęczowymi kolorami

Pod koniec roku ogłoszono, że NiziU zajęło wysokie miejsca na kilku listach przebojów Billboard Japan Year-End, przy czym grupa znalazła się na 7 miejscu w notowaniu albumów na koniec roku, na 13 miejscu w zestawieniu końcowym roku i na 15 miejscu listy najlepszych wykonawców. Grupa została jednym z pięciu laureatów nagrody za specjalne osiągnięcia podczas 62. edycji Japan Record Awards.

### 2021–2022:Take a Picture / Poppin’ Shakin', pierwszy album studyjny,Chopstick,AsoboiClap Clap
20 stycznia 2021 roku grupa ujawniła kilka planowanych działań na ten rok poprzez filmik wydany na ich oficjalnym kanale YouTube zatytułowany We need U 2021. Przyszłe aktywności obejmują między innymi pierwszy pokaz grupy na żywo, nadchodzący drugi singel obok ich pierwszego albumu studyjnego oraz wydanie pierwszej anglojęzycznej piosenki.
29 marca 2021 roku NiziU przesłało teledysk do „Take a Picture” z ich drugiego singla Take a Picture / Poppin’ Shakin', a piosenka znalazła się na szczycie listy przebojów w czasie rzeczywistym kilku głównych japońskich stron muzycznych. We współpracy z Coca-Colą piosenka została wykorzystana do lokalnej reklamy wspomnianego produktu. Utwór uzyskała ponad 12,5 miliona odtworzeń w pierwszym tygodniu, przewyższając liczbę „Step and a Step” w pierwszym tygodniu i ustanawiając rekord wszech czasów na tygodniowej liście Oricon Streaming Chart. Singel Take a Picture / Poppin’ Shakin’ został oficjalnie wydany 7 kwietnia 2021 roku, przy czym piosenka „Poppin’ Shakin'” została wykorzystana do reklamy we współpracy z japońską firmą telekomunikacyjną Softbank. Singiel odnotował sprzedaż ponad 317 000 egzemplarzy w pierwszym tygodniu. 24 listopada 2021 roku NiziU wydali swój pierwszy album studyjny U wraz z głównym singlem Chopstick.
2 kwietnia 2022 roku NiziU wydało cyfrowy singiel Asobo. Angielska wersja singla została wydana dwa tygodnie później. 8 maja grupa miała swój pierwszy występ w KCON w Seulu w Korei Południowej. Jednak jedna z członkiń Rio nie była obecna na ich premierowym występie z powodu choroby. 20 lipca NiziU wydali swój nowy singel Clap Clap. Wyruszyli również w swoją pierwszą japońską trasę koncertową Light it Up, pierwotnie planowaną od 23 lipca do 17 września, ale została opóźniona do 13 sierpnia i ostatecznie zakończyła się 5 października.

## Członkinie
| Pseudonim | Pseudonim | Pseudonim | Prawdziwe imię      | Prawdziwe imię  | Prawdziwe imię | Prawdziwe imię | Pozycja                                        | Data urodzenia       | Miejsce urodzenia              | Narodowość        | Reprezentatywny kolor |
| Rōmaji | Hangul    | Kana      | Rōmaji              | Hangul          | Hiragana       | Hancha         | Pozycja                                        | Data urodzenia       | Miejsce urodzenia              | Narodowość        | Reprezentatywny kolor |
| Mako | 마코      | マコ      | Yamaguchi Mako      | 야마구치 마코   | やまぐち まこ  | 山口真子       | lider, główny tancerz, główny wokalista, raper | 4 kwietnia 2001      | Fukuoka                        | Japonia           |                       |
| Rio | 리오      | リオ      | Hanabashi Rio       | 하나바시 리오   | はなばし りお  | 花橋梨緒       | główny tancerz, raper, wokalista               | 4 lutego 2002        | Nagoja w prefekturze Aichi     | Japonia           |                       |
| Maya | 마야      | マヤ      | Katsumura Maya      | 카츠무라 마야   | かつむら まや  | 勝村摩耶       | główny wokalista                               | 8 kwietnia 2002      | Hakusan w prefekturze Ishikawa | Japonia           |                       |
| Riku | 리쿠      | リク      | Oe Riku             | 오오에 리쿠     | おおえ りく    | 大江梨久       | główny wokalista                               | 26 października 2002 | Kioto                          | Japonia           |                       |
| Ayaka | 아야카    | アヤカ    | Arai Ayaka          | 아라이 아야카   | あらい あやか  | 新井彩香       | visual*, wokalista                             | 20 czerwca 2003      | Tokio                          | Japonia           |                       |
| Mayuka | 마유카    | マユカ    | Ogou Mayuka         | 오고 마유카     | おごう まゆか  | 小合麻由佳     | główny raper, wokalista                        | 13 listopada 2003    | Kioto                          | Japonia           |                       |
| Rima | 리마      | リマ      | Yokoi Rima          | 나카바야시 리마 | よこい りま    | 中林里茉       | główny raper, główny tancerz, wokalista        | 26 marca 2004        | Tokio                          | Japonia           |                       |
| Miihi | 미이히    | ミイヒ    | Suzuno Miihi        | 스즈노 미이히   | すずの みいひ  | 鈴野未光       | główny wokalista, główny tancerz               | 12 sierpnia 2004     | Kioto                          | Japonia           |                       |
| Nina | 니나      | ニナ      | Nina Makino Hillman | 니나 힐먼       | ひるまん・にな | 牧野仁菜       | główny wokalista, maknae*                      | 27 lutego 2005       | Seattle w stanie Waszyngton    | Stany Zjednoczone |                       |
| Nina | 니나      | ニナ      | Nina Makino Hillman | 니나 힐먼       | ひるまん・にな | 牧野仁菜       | główny wokalista, maknae*                      | 27 lutego 2005       | Seattle w stanie Waszyngton    | Japonia           |                       |
| UWAGI: * Pozycja Visual oznacza osobę uważaną za najładniejszą w grupie. * Natomiast pozycja Maknae oznacza najmłodszego członka grupy. |           |           |                     |                 |                |                |                                                |                      |                                |                   |                       |

## Dyskografia

### Albumy
| Tytuł   | Informacje                                                                                                 | Najwyższa pozycja | Najwyższa pozycja | Sprzedaż                                | Certyfikaty        |
| Tytuł   | Informacje                                                                                                 | JPN               | JPN Hot           | Sprzedaż                                | Certyfikaty        |
| ------- | --- | ----------------- | ----------------- | --------------------------------------- | ------------------ |
| U       | - Wydany: 24 listopada 2021 - Wytwórnia: JYP, Epic Records Japan - Format: CD, digital download, streaming | 1                 | 1                 | - JPN: 241,303 CD - JPN: 10,001 digital | - RIAJ: Platyna CD |
| Coconut | - Wydany: 19 lipca 2023 - Wytwórnia: JYP, Epic Records Japan - Format: CD, digital download, streaming     | 1                 | 1                 | - JPN: 177,266 CD                       | - RIAJ: Złoto CD   |

### Minialbum
| Tytuł          | Informacje                                                                                           | Najwyższa pozycja | Najwyższa pozycja | Sprzedaż               | Certyfikaty   |
| Tytuł          | Informacje                                                                                           | JPN | JPN Hot           | Sprzedaż               | Certyfikaty   |
| -------------- | --- | --- | ----------------- | ---------------------- | ------------- |
| Make You Happy | - Wydany: 30 czerwca 2020 - Wytwórnia: JYP, Epic Records Japan - Format: Digital download, streaming | – Make You Happy nie znalazł się na liście Oricon Albums Chart, ale zajął pierwsze miejsce na liście Oricon Digital Albums Chart. | 1                 | - JPN: 118,190 digital | - RIAJ: Złoto |

### Single
| Tytuł                                                                                                   | Rok  | Najwyższa pozycja | Najwyższa pozycja | Najwyższa pozycja    | Sprzedaż                                | Certyfikaty                                              | Album                |
| Tytuł                                                                                                   | Rok  | Oricon | Japan Hot 100     | Billboard Global 200 | Sprzedaż                                | Certyfikaty                                              | Album                |
| --- | ---- | --- | ----------------- | -------------------- | --------------------------------------- | -------------------------------------------------------- | -------------------- |
| Make You Happy                                                                                          | 2020 | – Make You Happy nie znalazł się na liście Oricon Singles Chart, ale zajął pierwsze miejsce na liście Oricon Digital Singles Chart. | 2                 | 129                  | - JPN: 298,027 digital                  | - RIAJ: - Platyna digital - Platyna streaming            | Make You Happy       |
| Step and a Step                                                                                         | 2020 | 1 | 1                 | 75                   | - JPN: 431,994 CD - JPN: 80,876 digital | - RIAJ: - Platyna CD - Złoto digital - Platyna streaming | U                    |
| Take a Picture                                                                                          | 2021 | 1 | 1                 | 91                   | - JPN: 366,575 CD - JPN: 87,206 digital | - RIAJ: - Platyna CD - Złoto digital - Platyna streaming | U                    |
| Poppin’ Shakin                                                                                          | 2021 | 1 | 7                 | –                    | - JPN: 366,575 CD - JPN: 69,553 digital | - RIAJ: - Platyna CD - Złoto streaming                   | U                    |
| Super Summer                                                                                            | 2021 | – Super Summer nie znalazł się na liście Oricon Singles Chart, ale zajął pierwsze miejsce na liście Oricon Digital Singles Chart.   | 8                 | –                    | - JPN: 22,648 digital                   |                                                          | U                    |
| Chopstick                                                                                               | 2021 | – | 7                 | –                    |                                         | - RIAJ: Złoto streaming                                  | U                    |
| Need U                                                                                                  | 2021 | – | 80                | –                    |                                         |                                                          | U                    |
| Asobo                                                                                                   | 2022 | – | 5                 | –                    | - JPN: 13,791 digital                   |                                                          | Coconut              |
| Clap Clap                                                                                               | 2022 | 1 | 1                 | –                    | - JPN: 199,156 CD                       | - RIAJ: Platyna CD                                       | Coconut              |
| Blue Moon                                                                                               | 2022 | 2 | 25                | –                    | - JPN: 194,524 CD                       | - RIAJ: Platyna CD                                       | Singiel spoza albumu |
| Paradise                                                                                                | 2023 | 2 | 1                 | –                    | - JPN: 187,224 CD                       | - RIAJ: Złoto CD                                         | Coconut              |
| Coconut                                                                                                 | 2023 | – | 30                | –                    |                                         |                                                          | Coconut              |
| „–” oznacza nagranie, które nie znalazło się na listach przebojów lub nie zostało wydane w danym kraju. |      | |                   |                      |                                         |                                                          |                      |

## Wideografia

### Teledyski
| Rok  | Tytuł                          | Reżyser                                                 | Przy.           |
| ---- | ------------------------------ | ------------------------------------------------------- | --------------- |
| 2020 | Make You Happy                 | Kim Young-jo, Yoo Seung-woo (Naive Creative Production) | [ 94 ]          |
| 2020 | Step and a Step                | Naive Creative Production                               | [ 95 ]          |
| 2021 | Take a picture                 | Naive Creative Production                               | [ 96 ]          |
| 2021 | Poppin’ Shakin'                | Naive Creative Production                               | [ 97 ]          |
| 2021 | Chopstick                      | Naive Creative Production                               | [ 98 ]          |
| 2021 | Need U                         | Jimmy (VIA)                                             | [ 99 ] [ 100 ]  |
| 2021 | Take a picture (English ver.)  | Naive Creative Production                               | [ 101 ]         |
| 2021 | Poppin’ Shakin' (English ver.) | Naive Creative Production                               | [ 102 ]         |
| 2021 | Chopstick (Another ver.)       | Naive Creative Production                               | [ 103 ]         |
| 2022 | Asobo                          | SL8IGHT Visual Lab                                      | [ 104 ] [ 105 ] |
| 2022 | Asobo (English ver.)           | SL8IGHT Visual Lab                                      | [ 106 ]         |
| 2022 | Clap Clap                      | –                                                       | [ 107 ]         |

## Nagrody i nominacje

### Lista nagród i nominacji
| Ceremonia                      | Rok  | Kategoria                                  | Nominowany       | Rezultat  | Przy.   |
| ------------------------------ | ---- | ------------------------------------------ | ---------------- | --------- | ------- |
| Asia Artist Awards             | 2021 | Nagroda Popularności Żeńskiej Grupy Idolek | NiziU            | Nominacja | [ 108 ] |
| Japan Gold Disc Award          | 2021 | Najlepsza 5 Nowych Artystów                | NiziU            | Wygrana   | [ 109 ] |
| Japan Gold Disc Award          | 2021 | Najlepsza 5 Pobieranych Piosenek           | „Make You Happy” | Wygrana   | [ 110 ] |
| Japan Gold Disc Award          | 2021 | 5 Najlepszych Piosenek Według Streamingu   | „Make You Happy” | Wygrana   | [ 111 ] |
| Japan Record Awards            | 2020 | Nagroda za Szczególne Osiągnięcia          | NiziU            | Wygrana   | [ 112 ] |
| Japan Record Awards            | 2021 | Nagroda za doskonałą pracę                 | „Take a picture” | Wygrana   | [ 113 ] |
| MTV Video Music Awards Japan   | 2020 | Najlepszy teledysk taneczny                | „Make You Happy” | Wygrana   | [ 94 ]  |
| MTV Video Music Awards Japan   | 2021 | Best Buzz Award                            | NiziU            | Wygrana   | [ 114 ] |
| Vogue Japan Women of the Year  | 2020 | Nagroda w Kategorii Idol                   | NiziU            | Wygrana   | [ 115 ] |
| Yahoo! Japan Search Awards     | 2020 | Nagroda w Kategorii Idol                   | NiziU            | Wygrana   | [ 116 ] |
| CD Shop Awards                 | 2021 | Prize Awards                               | „U”              | Wygrana   | [ 117 ] |
| We Push! Yamano CD Music Award | 2022 | Specjalna Nagroda                          | „U”              | Wygrana   | [ 118 ] |